# Zamilia
Genre
Zamilia est un genre éteint d'araignées aranéomorphes de la famille des Oecobiidae.

## Distribution
Les espèces de ce genre ont été découvertes dans de l'ambre de Birmanie. Elles datent du Crétacé.

## Liste des espèces
Selon The World Spider Catalog 16.0 :
- † Zamilia aculeopectens Wunderlich, 2015
- † Zamilia antecessor Wunderlich, 2008
- † Zamilia quattuormammillae Wunderlich, 2015

## Publication originale
- (en) Wunderlich, 2008 : The dominance of ancient spider families of the Araneae: Haplogyne in the Cretaceous, and the late diversification of advanced ecribellate spiders of the Entelegynae after the Cretaceous–Tertiary boundary extinction events, with descriptions of new families. Beiträge zur Araneologie, vol. 5, p. 524–675.